# دهستان محمله
دهستان محمله  یا مهمله نام یکی از دهستان‌های بخش محمله شهرستان خنج در استان فارس واقع می‌باشد پیشهٔ عمده مردم کشاورزی و دامداری است.

## جمعیت
براساس سرشماری سال ۱۳۹۵ جمعیت دهستان محمله ۷۵ نفر (۱۵ خانوار) بوده است.